# 尖頭魮
尖頭魮（学名：Barbus acuticeps）為輻鰭魚綱鯉形目鯉科的其中一個種。被IUCN列為瀕危保育類動物，分布於非洲盧安達及蒲隆地的淡水溪流，本魚背鰭硬棘4枚；背鰭軟條8至9枚；臀鰭硬棘3枚；臀鰭軟條5枚，體長可達40.3公分。

## 扩展阅读
維基物種上的相關：尖頭魮